# Verizon Tennis Challenge 1998
Il Verizon Tennis Challenge 1998 è stato un torneo di tennis giocato sulla terra verde. È stata la 12ª edizione del torneo, che fa parte della categoria International Series nell'ambito dell'ATP Tour 1998. Si è giocato ad Atlanta negli USA dal 27 aprile al 3 maggio 1998.

## Campioni

### Singolare
Pete Sampras ha battuto in finale  Jason Stoltenberg  6(2)–7 6–3 7–6(4)

### Doppio
Ellis Ferreira /  Brent Haygarth hanno battuto in finale  Alex O'Brien /  Richey Reneberg con il punteggio di 6–3 0–6 6–2